# Jason Little
Pour les articles homonymes, voir Jason Little (homonymie).
Pas d'image ? Cliquez ici

a Compétitions nationales et continentales officielles uniquement.

b Matchs officiels uniquement.
Dernière mise à jour le 27 février 2016.
Jason Little, né le 26 août 1970 à Toowoomba Queensland, est un ancien joueur de rugby à XV australien. Il évoluait au poste de trois-quarts centre (1,85 m - 95 kg).  
Cet international australien est l'un des trois joueurs australiens, avec ses John Eales et Tim Horan, à avoir remporté la Coupe du monde de rugby à deux reprises, en 1991 et 1999.

## Biographie
La carrière de Jason Little est intimement liée à celle de Tim Horan, qui fut son coéquipier privilégié au centre aussi bien en club qu'en sélection. Il fait ses débuts aux côtés de Tim Horan dans le club de Souths Rugby. Le 4 novembre 1989, à 19 ans, il dispute son premier match international avec l'équipe d'Australie. Lors de la Coupe du monde de rugby 1991, Jason Little est titulaire au centre avec Tim Horan. Les deux jeunes joueurs (qui n'ont que 21 ans) remportent la Coupe du monde de rugby en battant l'Angleterre.
En 1994, il se blesse sérieusement lors d'un match du Super 10 avec son équipe des Queensland Reds en même temps que son coéquipier Tim Horan. Mais les deux joueurs se rétablissent et sont réunis une nouvelle au centre pour la Coupe du monde de rugby 1995. Celle-ci est moins brillante pour les Wallabies qui sont éliminés en quart de finale par l'Angleterre dans un match qui avait des allures de revanche de la finale de 1991. 
Vainqueur à trois reprises (1992, 1994, 1995) de ce qui était à l'époque l'ancêtre du Super Rugby avec les Queensland Reds, Jason Little rejoint en 1998, la franchise des New South Wales Waratahs. À la fin des années 90, le centre australien est de moins en moins titularisé au profit de Daniel Herbert, dont il est la doublure. En 1999, c'est donc en qualité de doublure qu'il remporte la Coupe du monde de rugby en battant la France en finale. Avec lui, seuls John Eales et Tim Horan sont des rescapés de l'équipe championne du monde en 1991. Ils sont donc les premiers joueurs à remporter à deux reprises la Coupe du monde de rugby. Après 1999, il joue en Angleterre pour Bristol et Gloucester RFC.
Il joue son dernier match en sélection contre l'équipe d'Afrique du Sud en août 2000, dans un match permettant à l'Australie de remporter son premier Tri nations.
Jason Little a disputé six matchs de la Coupe du monde de rugby 1999, dont un match comme capitaine (contre l'équipe des États-Unis).

## Palmarès
- Nombre de tests avec l'Australie : 75
- Nombre total de matchs avec l'Australie : 82
- Tests par saison : 2 en 1989, 4 en 1990, 10 en 1991, 7 en 1992, 9 en 1993, 2 en 1994, 7 en 1995, 3 en 1996, 7 en 1997, 10 en 1998, 13 en 1999 et 7 en 2000
- Coupe du monde en 1991 et 1999
- Bledisloe Cup en 1999
- Tri-Nations en 2000
- Super 10 en 1994 et 1995
- Super 6 en 1992